# Universitatea Franco-Azerbaidjană

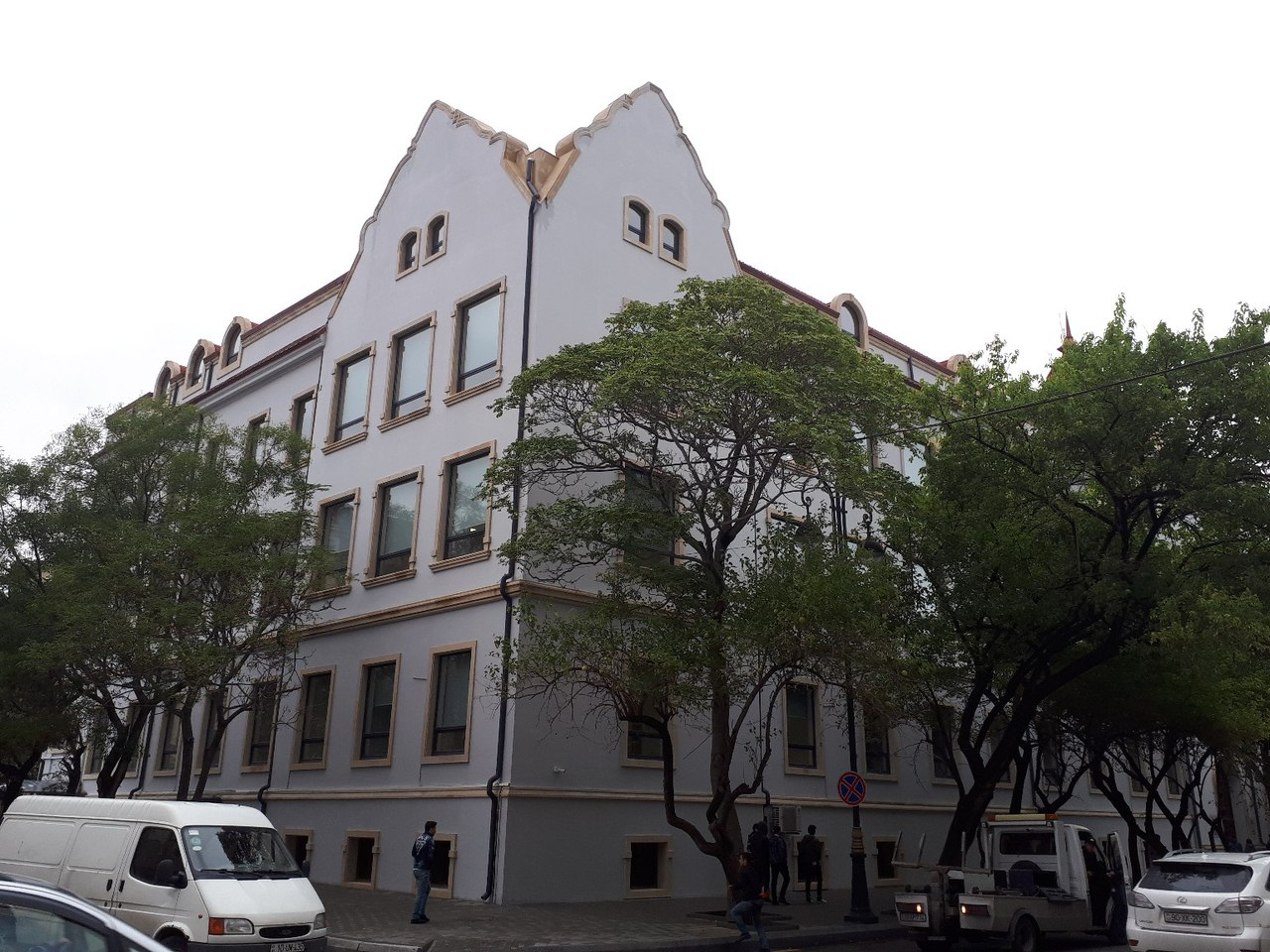
Sediul UFAZ, strada Nizami 183, Baku

Universitatea Franco-Azerbaidjană (UFAZ) este o universitate interguvernementală situată în capitala azerbaidjană Baku.
Universitatea a fost creată în 2016, la inițiativa președintelui Republicii Azerbaidjan Ilham Aliyev și a președintelui Republicii Franceze François Hollande, în cadrul unui proiect comun condus de Universitatea din Strasbourg și Universitatea de Stat de Petrol și Industrie din Azerbaidjan (ASOIU).

## Istoric
La 12 mai 2014, în timpul vizitei președintelui François Hollande în Azerbaidjan, miniștrii Educației francez și azerbaidjan au semnat o scrisoare de intenție axată pe cooperarea dintre universități, pentru întărirea legăturilor educaționale dintre cele două țări.
O a doua scrisoare de intenție a fost apoi semnată de miniștrii Educației din cele două țări, la 25 aprilie 2015, în timpul celei de a doua vizite oficiale a președintelui François Hollande în Azerbaidjan. La 15 mai următor, propunerea de cooperare a fost aprobată de către președintele azerbaidjan prin Decretul Nr. 1242, iar la 9 iunie 2016, Ilham Aliyev a semnat o decizie / o hotărâre privitoare la punerea în practică a Universității Franco-Azerbaidjane (UFAZ).
UFAZ a fost inaugurată la 15 septembrie 2016. Inițial a fost instalată în clădirea Universității de Stat de Petrol și Industrie din Azerbaidjan. Noul sediu al UFAZ, situat într-o clădire istorică de pe strada Nizami 183 și renovat complet de Ministerul Educației al Republicii Azerbaidjan, a fost inaugurat la 15 septembrie 2017.

## Educație
Pentru a fi admis la UFAZ, candidații la nivel de licență trebuie să fi reușit examenul național de admitere centralizat organizat de Centrul Național de examen al Republicii Azerbaidjan. Cei care obțin cel puțin 500 de puncte din 700 (din grupa 1) sunt autorizați să se înscrie la examenul de admitere organizat de UFAZ, în fiecare an în iulie la Baku, de către Universitatea din Strasbourg.
Predarea la UFAZ este oferită în limba engleză, iar conținutul academic urmat este cel al Universității din Strasbourg și al Universității din Rennes 1, pentru programul de licență în ingineria petrolului și gazelor.
Pentru a armoniza curriculumul de licență de trei ani în Franța cu programul de licență de patru ani în Azerbaidjan, primul an la UFAZ este un an pregătitor. Personalul de predare este compus din profesori francezi și azerbaidjeni. La încheierea studiilor, absolvenții primesc diplome naționale azerbaidjene (ASOIU) și franceze (eliberate de Universitatea din Strasbourg sau de Universitatea din Rennes 1).
În prezent, UFAZ are patru specialități la nivel de licență: Inginerie chimică, Inginerie geofizică, Informatică și Ingineria petrolului și gazelor.
Din anul universitar 2020/2021, UFAZ oferă  diplome de master în trei științe: Inginerie chimică / Chimie fizică, Științele Pământului și Informatică aplicată (Big data și Inteligență artificială).